# 品佳直
品佳直（しな よしなお）は日本の漫画家、イラストレーター。

## 作品

### 漫画
- 『SMOKE&WATER〜マルキ･ド･サドの孫娘〜』原作：青木潤太朗（KADOKAWA、『月刊コミックフラッパー』、全2巻）
- 『イタリアンビーフ』原作：青木潤太朗（集英社、『ウルトラジャンプ』、2018年2月号読み切り）
- 『売国機関』原作：カルロ・ゼン（新潮社、『くらげバンチ』、既刊11巻）

### イラスト・挿絵
- 『デジタルツールで描く! 違いがわかるキャラクターの描き分け方』（マイナビ、スタジオ・ハードデラックス）掲載イラスト
- 『デジタルツールで描く! 感情があふれ出るキャラの表情の描き方』（マイナビ、スタジオ・ハードデラックス）掲載イラスト
- 『実在した？世界の巨人伝説！』（PHP研究所/スタジオ・ハードデラックス） 掲載イラスト
- 『武装キャラの描き方』（廣済堂出版/スタジオ・ハードデラックス） カバーイラスト、掲載イラスト
- 『ドールズフロントライン コミックアンソロジーVOL.3』（一迅社、DNAメディアコミックス）

#### トレーディングカードゲーム
- 『ラクエンロジック』（ブシロード）ブースターパックBT02/Believe&Betray/カードイラスト：絶望のオーバートランス　オルガ
- 『フューチャーカード バディファイト』（ブシロード）ブースターパック第4弾 轟斬轟く!! カードイラスト：アルカナフラッシュ

#### ゲーム
- 『ドラゴンタクティクス』（エニッシュ） カードイラスト：フィリス、ランザット、リステル等
- 『神撃のバハムート』（Cygames） カードイラスト
- 『戦国SAGA』『戦国炎舞-KIZNA-』（株式会社サムザップ） カードイラスト：[忠君女名臣]山県昌景、[聡明豪傑] 北条氏照、[若鷹将軍] 徳川秀忠 サンプルイラスト[1]